# Plaka (Apokoronas)
Plaka (griechisch Πλάκα (f. sg.)) ist ein Ort der Gemeinde Apokoronas im Regionalbezirk Chania auf Kreta. Der Ort liegt auf einer Höhe von 90 m mit Blick auf die Souda-Bucht. Er liegt 18 km von Chania entfernt.

## Ortsgemeinschaft Plaka
Die Ortsgemeinschaft Plaka (Κοινότητα Πλάκας) besteht aus Plaka als dem Sitz der Ortsgemeinschaft, sowie den Orten Almyrida (Αλμυρίδα) und Kambia (Καμπιά). Die Einwohnerzahl der Teilorte lag 2011 bei
- Almyrida 170
- Kambia 49
- Plaka 393

Insgesamt hat die Ortsgemeinschaft 612 Einwohner.
Die Ortsgemeinschaft hat einen fünfköpfigen Ortschaftsrat. Vorsitzender ist Nikolaos Charokopakis (Νικόλαος Χαροκοπάκης).

## Geographie
Der Ort liegt auf der Anhöhe oberhalb von Almyrida im Westen und südlich des Kap Akra Nerospilia (Άκρα Νεροσπηλιά). Im Osten liegt Kokkino Chorio und südöstlich Kambia.

### Ortsvorsteher
Die Ortsvorsteher (Κοινοτάρχες Πλάκας) von Plaka waren:
| Zeit      | Namen                                         |
| --------- | --------------------------------------------- |
| 1978–1982 |                                               |
| 1982–1986 | Konstantinos Benakis Μπενάκης Κωνσταντίνος    |
| 1986–1998 | Konstantinos Volakakis Βολακάκης Κωνσταντίνος |
|           |                                               |
| 2010–2019 |                                               |
| 2019–     | Nikolaos Charokopakis Χαροκοπάκης Νικόλαος    |

## Geschichte
Die älteste Erwähnung des Dorfes findet sich in der ägyptischen Volkszählung von 1834, wonach 20 christliche Familien im Dorf lebten. Im Jahr 1881 hatte es 313 Einwohner und gehörte zur damaligen Gemeinde Armeni (Δήμος Αρμένων).

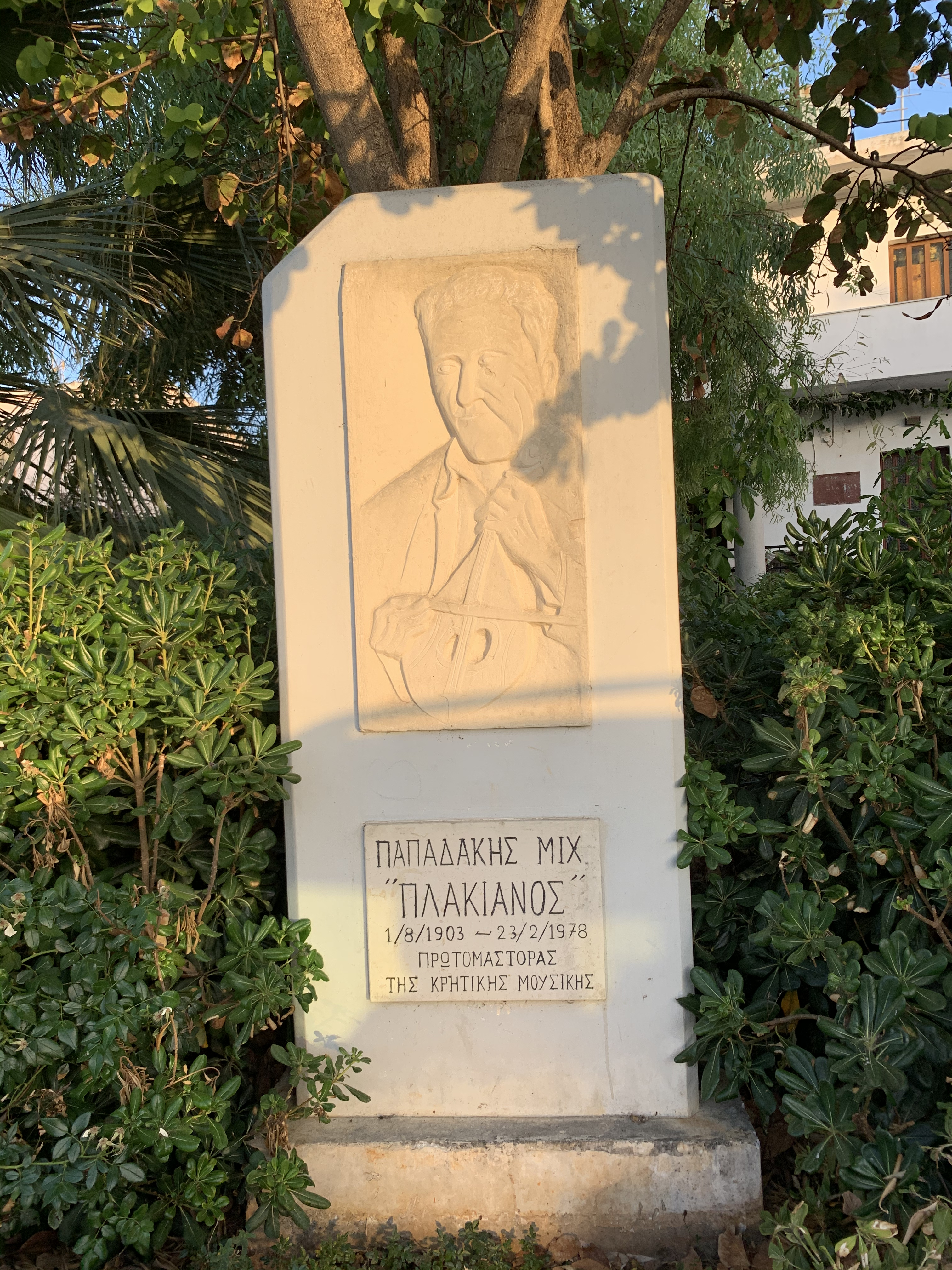
Denkmal für Michalis Papadakis
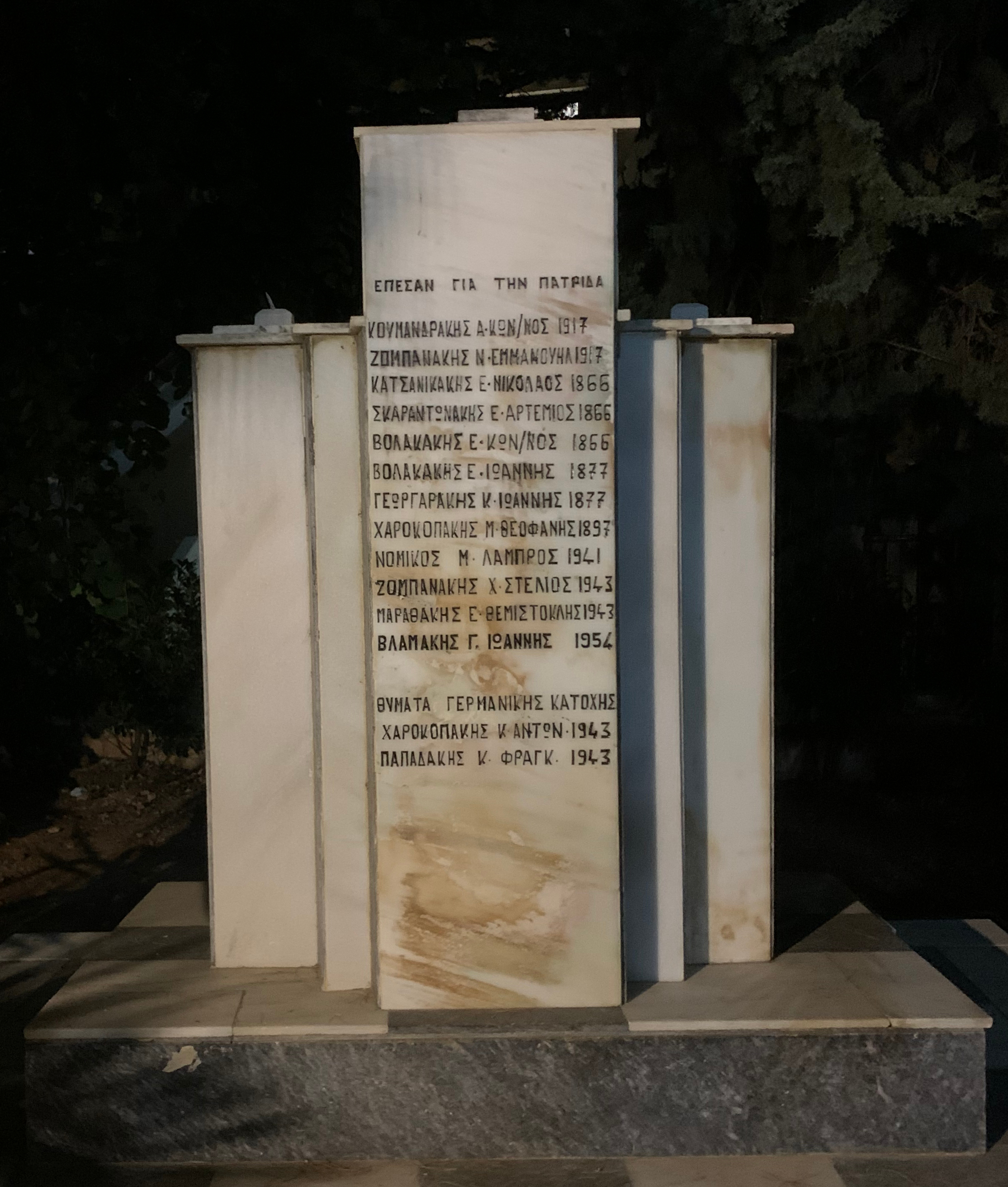
Denkmal für die Toten der Kriege